# Хулло
Ху́лло (эст. Hullo), ранее также Гу́лло, Хю́лло (эст. Hüllo) и Хо́ло (эст. Holo), на местном говоре Ху́лу (Hulu) — деревня в волости Вормси уезда Ляэнемаа, Эстония. Расположена на острове Вормси. Является административным центром волости Вормси. Исторически была деревней балтийских шведов, основная часть которых эмигрировала в Швецию в последние годы Второй мировой войны. На территории деревни находится часть природного парка Вормси. В деревне есть несколько памятников архитектуры и истории. Здесь работают волостная управа и школа-детский сад. Число жителей деревни на 1 января 2022 года составило 100 человек.

## География и описание
Хулло расположена в южной части острова Вормси, на берегу одноимённого залива, в 6 км к северо-западу от порта Свибю. Высота над уровнем моря — 20 метров. Через деревню проходит шоссе Хулло. Расстояние до уездного центра — города Хаапсалу — 25 километров по прямой. На границе деревень Хулло и Сууремыйза находится самое большое озеро острова Вормси — Пряствике. На территории Хулло находится часть природного парка Вормси.
Климат умеренный. Официальный язык — эстонский. Почтовый индекс — 91301.

## Население
По данным переписи населения 2021 года, в деревне проживали 100 человек, из них 96 — эстонцы,  по данным переписи населения 2011 года, в деревне насчитывалось 99 жителей, из них 96 — эстонцы.
Численность населения деревни Хулло:
| Год  | 1934 | 1948  | 1958  | 1970 | 1979  | 1989  | 1998  | 1999  | 2011 | 2018  | 2019  | 2020  | 2021  |
| ---- | ---- | ----- | ----- | ---- | ----- | ----- | ----- | ----- | ---- | ----- | ----- | ----- | ----- |
| Чел. | 176  | ↗ 181 | ↘ 146 | ↘ 94 | ↗ 117 | ↗ 158 | ↘ 138 | ↘ 135 | ↘ 99 | ↗ 135 | ↘ 131 | ↘ 125 | ↘ 100 |

## История
В письменных источниках 1540 года деревня упоминается как Hully, 1564 года — Hulleby, 1565 года — Hwllaby, Hwlloby, 1637 года — Hulu, 1642 года — Hurru, на картах 1898 и 1903 годов — Гулло. На военно-топографических картах Российской империи (1846—1863 годы), в состав которой входила Лифляндская губерния, деревня обозначена как Хулло.
До земельной реформы 1919 года деревня принадлежала мызе Магнусгоф (нем. Magnushof, Сууремыйза, эст. Suuremõisa mõis, Vormsi-Suuremõisa mõis).
Северная часть деревни — швед. Håkabackan (на эстонском Hakebacken) — это бывшее поселение церковной мызы Вормси. На самом севере деревни Хулло ранее находилось малое поселение Нюбю (швед. Nyby, со швед. Новая деревня).
В 1880-х годах на острове был основан православный приход, включавший 162 души, и в Хулло построили русскую церковь с луковичным куполом (храм Вознесения Господня). Во времена Первой Эстонской Республики число прихожан существенно снизилось, церковь опустела, и к настоящему времени, несмотря на то, что она внесена в Государственный регистр памятников культуры Эстонии как памятник архитектуры, от неё остались лишь развалины.
С XIII века и до 1944 года на острове Вормси в основном жили балтийские шведы. В 1934 году в Хулло (включая Хакебакен) проживали 14 семей общей численностью 176 человек. В 1944 году из Хулло в Швецию эмигрировали 147 человек.
В советское время деревня была центром колхоза «Вормси». В 1978 году общий земельный фонд колхоза в 1978 году составлял 4,9 тыс. гектаров, в том числе сельскохозяйственные угодья (без приусадебных участков) — 2,5 тыс. гектара, из них обрабатываемых земель — 1,2 тыс. гектара; средняя численность работников — 108 человек.

## Инфраструктура
В Хулло находится управа волости Вормси. В деревне есть центральное водоснабжение и канализация, работают основная школа-детский сад, библиотека с интернет-пунктом, народный дом, магазин с почтовым пунктом. В окрестностях библиотеки имеется открытая зона доступа Wi-Fi. На территории деревни расположены певческая эстрада, танцевальная площадка и место для костра.
Одноэтажное здание народного дома было построено в 1938 году. В доме и на его открытой территории проходят киновечера и традиционные общественные мероприятия, организуются концерты, проводятся театральные представления, лекции, выставки живописи, ремесел и фото, различные мастер-классы.
Единственное спортивное сооружение на острове — школьный стадион. В 1991 году в деревне было зарегистрировано Вормсиское охотничье общество; размер охотничьих угодий на острове в 2019 году составлял 8189 гектаров.
Услуги ночлега предлагает хостел «Фейм и Сулл» («Feim & Sull»), на первом этаже которого работает трактир «Хулло». Строение выглядит как типичный домик в Швеции — окрашенные красной краской стены с белыми оконными рамами. Также можно остановиться в домике для отдыха «Сарапуу» (эст. sarapuu — орешник) и на даче «Вормси Сувила» (эст. Vorsmi Suvila).
В деревне также есть таверна «Krog No.14». Здание таверны имеет многовековую историю. Оно было построено в 1892 году совместно с Русской православной церковью и служило в качестве пастората. Поскольку православная церковь действовала на острове недолго, до Второй мировой войны в этом же здании располагалась школа. По окончании войны бывшее школьное здание передали колхозу, который основал в нём маслодельню, работавшую ещё несколько лет после ликвидации колхоза. Маслодельня производила очень вкусное сливочное масло, которое высоко ценилось по всей республике. В 2001 году здесь также производили сыр, а затем здание несколько лет простояло пустым. Таверна Krog No.14 открылась в нём в 2008 году. В таверне проводятся различные культурные мероприятия, концерты, фестивали и ярмарки.
Есть регулярное паромное сообщение с материком, зимой также работает ледовая переправа. Морскую линию обслуживает паром, построенный в 2015 году (200 мест для пассажиров и 22 места для автомобилей), переправа занимает 40—45 минут. Автобусное движение связано с паромным графиком.
В Хулло находится травяное лётное поле, способное принимать малые и спортивные самолёты. Также есть соответствующая всем установленным требованиям посадочная площадка для вертолётов. Регулярные полёты на остров не совершаются.

### Вормсиская школа-детский сад
Здание Вормсиской школы стали строить в 1936 году силами всех жителей деревни Хулло — и эстонцев, и шведов. Учебная работа началась 17 ноября 1937 года. Школа была 6-классной, обучение велось как на эстонском, так и на шведском (до 1943 года) языках. В 1944—1950 годах 7-классная школа получила название Неполная средняя школа Хулло, обучение велось на эстонском и русском языках. В 1961—1988 годах школа была 8-классной, с 1988 года стала 9-классной. С 1992 года она носила название Вормсиская основная школа. В 2001 году в только что отремонтированной школе учились 20 школьников, работали 8 учителей, один из которых приезжал с материка. Были пристроены учебные классы по металло- и деревообработке. В 2002 году было построено новое школьное здание.
С 2005 года школа объединилась с детским садом и стала носить название Вормсиская основная школа-детский сад. В 2002/2003 учебном году в школе насчитывалось 18 учеников, в 2009/2010 — 16, в 2016/2017 — 27, в 2019/2020 учебном году — 16 (первоклассников не было). Обучение ведётся на эстонском языке в объединённых классах.
Островной детский сад открылся в Хулло в 1971 году, и в двух группах тогда насчитывалось 25 детей. В начале 1990-х годов из-за малого числа детей детский сад был закрыт. Вновь он заработал в 1993 году с 9 детьми. В 2002 году было построено новое здание детского сада, и в 2004 году в одну объединённую группу ходили 12 детей, в 2016 году — 11. Во дворе детсада находится культурологическая игровая площадка. По состоянию на 2024 год на втором этаже здания работал образовательный центр, помещения которого использовались для проведения семинаров, учебных классов, совещаний и других совместных мероприятий, в том числе для собраний волостного совета и волостной управы.

## Природные достопримечательности
На острове Вормси есть длинные, узкие, относительно крутые валы-хребты; они идут тремя параллельными рядами с северо-запада на юго-восток. Эти валы являются одной из примечательностей острова. Самым высоким является вал Хулло: его длина составляет 11 км, средняя высота 5—6 м над уровнем моря, самые высокие точки — Lillkullbacken (Лиллкулбакен, 12,7 м) и Haubackan (Хаубакан, 11,9 м над уровнем моря).
Залив Хулло является одним из крупнейших нерестилищ в проливе Вяйнамери. На северо-восточном побережье залива находится береговой луг, входящий в природоохранную сеть «Natura 2000». Здесь произрастают плаунок плаунковидный (Selaginella selaginoides) и различные орхидеи, в частности, пыльцеголовник длиннолистный (Cephalanthéra longifólia), башмачок (Cypripédium), офрис насекомоносная (Óphrys insectífera), бровник одноклубневый (Herminium monorchis), лосняк Лёзеля (Líparis loesélii) и др.

## Памятники культуры
В Государственный регистр памятников культуры Эстонии внесены следующие объекты, расположенные на территории деревни Хулло:
- церковь Святого Олава. Находится на пересечении дорог Борбю—Релбю—Керслети. Построена в 1632 году в готическом стиле. После того, как в 1944 году остров был покинут шведами, церковь стояла заброшенной. Её восстановление началось в 1980-е годы, и в 1990 году церковь была заново освящена. При инспектировании 11 ноября 2019 года находилась в удовлетворительном состоянии[33];
- церковный сад; при инспектировании 13 апреля 2017 года находился в удовлетворительном состоянии[34];
- ограда церковного сада; при инспектировании 13 апреля 2017 года находилась в удовлетворительном состоянии[35];
- православная церковь Воскресения Господня. Возведена в 1889 году, богослужения были прекращены в 1937 году, и окна церкви заколочены. В советское время сначала использовалась как колхозный склад, а с 1950-х годов опустела. При инспектировании 9 октября 2017 года находилась в аварийном состоянии[8][18][36];
- памятник Освободительной войне; при инспектировании 8 апреля 2016 года находился в хорошем состоянии[37];
- кладбище Вормси, крупнейшее место солнечных крестов в мире (более 330 крестов). Солнечные кресты стали использоваться на острове в XVII веке, старейший датируется 1743 годом, последний — 1923 годом[38]; при инспектировании 13 апреля 2017 года кладбище находилось в хорошем состоянии[39];
- памятный камень Паруникиви (Parunikivi, с эстонского — «Баронский камень»), посвящён барону Отто Фридриху Фромхольду фон Штакельбергу (Otto Friedrich Fromhold von Stackelberg, 1823—1887) его вдовой и сыном (с 1753 года всем островом Вормси владело дворянское семейство Штакельбергов, до тех пор, пока в 1894 году его не выкупило российское государство[40]). Представляет собой большой ледниковый валун (охват 20, 6 м[8]), на котором выбит текст: Dein Bleibenden Andenken des / Baron Otto Friedrich Fromhold / von Stackelberg / geb.5/17 August 1823 gest. 15/27 August 1887 / als des lezten Privatbesitzen der / Insel Vorms aus herzinnger / Liebe gewidmet von seiner Wittwe / und seinem Sohne . При инспектировании 8 апреля 2016 года валун находился в хорошем состоянии[41].

С 1997 до 2023 года историческим памятником являлась находившаяся на земле деревни Хулло братская могила советских воинов, павших во Второй мировой войне. Небольшой памятник с надписью на эстонском языке «Вечная слава героям, павшим в боях за свободу и независимость нашей Родины 1941—1945» на могиле был установлен в 1951 году. В протоколе от 30 ноября 2022 года рабочая группа по советским памятникам при Госканцелярии Эстонии признала памятник на братской могиле «красным монументом», то есть подлежащим демонтажу и замене на нейтральный с надписью «Жертвы Второй мировой войны». Однако волостная управа решила памятник ликвидировать, а останки воинов перезахоронить. В ходе раскопок 6 октября 2023 года были найдены останки 12 красноармейцев, погибших в 1941 году; они перезахоронены на кладбище муниципалитета Маарду.
- Деревня Хулло
- Деревенская девочка в национальной одежде, 1930 год
- Деревенские женщины 
(Карл Сарап, 
1930-е годы)
- Ветряные мельницы, 
1920—1940-е годы
- Крестьянский двор, 
1939 год
- Дом лесника
- Алтарь церкви св. Олава
- Орган церкви св. Олава
- Православная церковь Вознесения Господня 
в 2014 году
- Памятник Эстонской освободительной войне
- Братская могила советских воинов, павших во Второй мировой войне. 
Памятник ликвидирован и останки перезахоронены 
в 2023 году
- Кладбище Вормси